# 淡渕町
淡渕町（あわぶちちょう）は愛知県岡崎市額田地区の町名。丁番を持たない単独町名であり、10の小字が設置されている。

## 地理
岡崎市東部に位置する。男川が町域中央部を西流している。住宅地河川沿岸に形成されており、その他のは森林になっている。

### 河川
- 男川

### 字
| - 字岩下（いわした） - 字大西（おおにし） - 字下海津（しもかいつ） - 字新畑（しんばた） | - 字滝野（たきの） - 字堂面（どうめん） - 字トウモ（とうも） | - 字日陰山（ひかげやま） - 字日向（ひむかい） - 字松畑（まつばた） |

## 世帯数と人口
2019年（令和元年）5月1日現在の世帯数と人口は以下の通りである。
| 町丁   | 世帯数 | 人口  |
| ------ | ------ | ----- |
| 淡渕町 | 44世帯 | 117人 |

### 人口の変遷
国勢調査による人口の推移
| 2010年（平成22年） | 126人 | [ 6 ] |  |
| 2015年（平成27年） | 124人 | [ 7 ] |  |

## 小・中学校の学区
市立小・中学校に通う場合、学区は以下の通りとなる。
| 番・番地等 | 小学校             | 中学校             |
| ---------- | ------------------ | ------------------ |
| 全域       | 岡崎市立豊富小学校 | 岡崎市立額田中学校 |

## 歴史

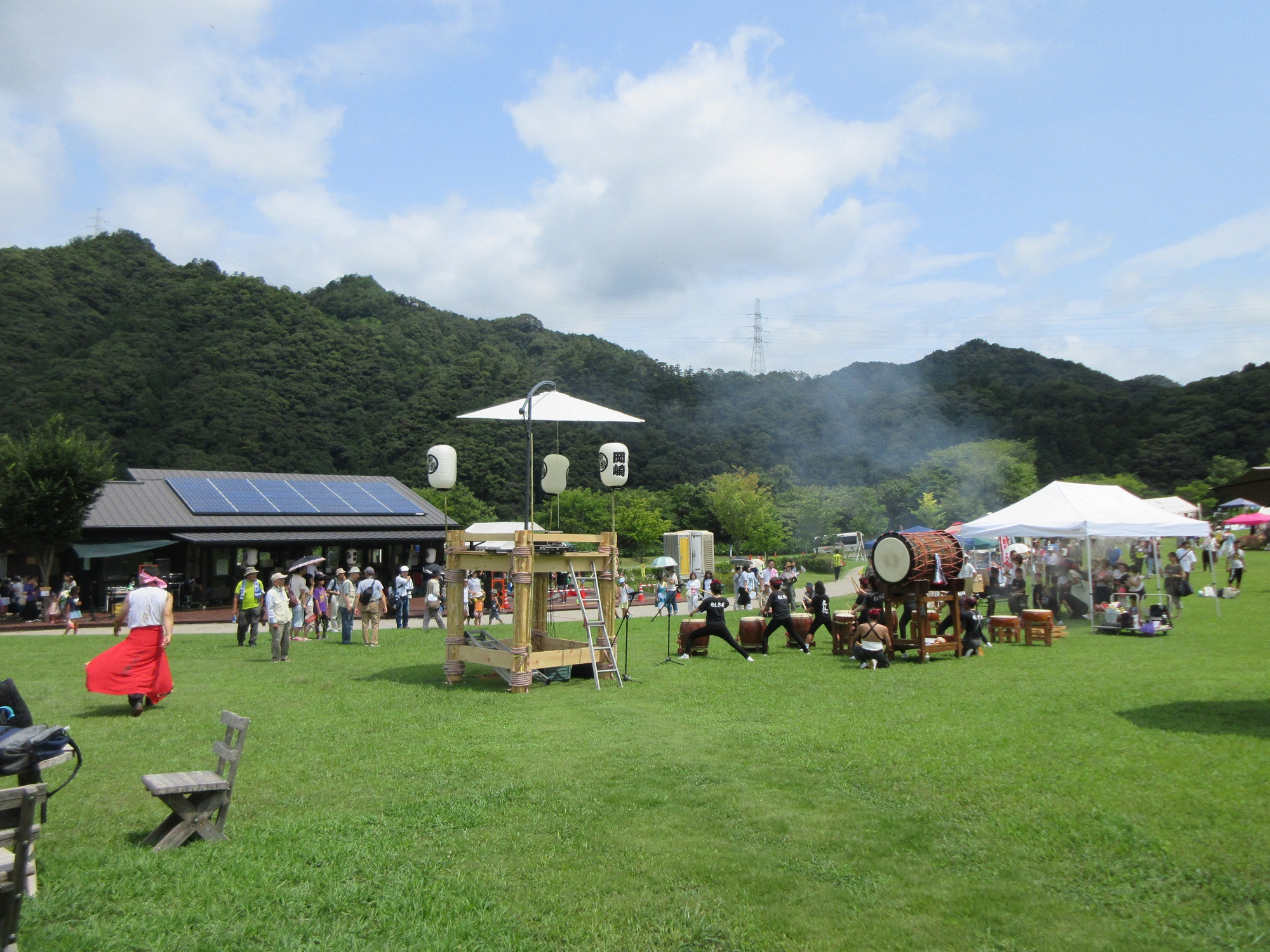
岡崎市こども自然遊びの森 わんPark

額田郡淡淵村を前身とする。江戸時代には西大平藩により治められていた。

### 沿革
- 2006年（平成18年）1月1日 - 岡崎市へ編入し、同市淡渕町となる[1]。

## 交通
- 愛知県道37号岡崎作手清岳線（宮崎街道）

## 施設
- 淡渕公会堂
- 男川やな[9]
- 岡崎市こども自然遊びの森 わんPark
- 淡淵用水（安政5年）
- 神明宮
- 神明社

## その他

### 日本郵便
- 郵便番号 : 444-3617[4]（集配局：額田郵便局[10]）。

## 参考資料
- 「角川日本地名大辞典」編纂委員会 編『角川日本地名大辞典 23 愛知県』角川書店、1989年3月8日。ISBN 4-04-001230-5。
- 有限会社平凡社地方資料センター 編『日本歴史地名体系第23巻 愛知県の地名』平凡社、1981年。ISBN 4-582-49023-9。